# 马来西亚蒙纳士大学
马来西亚蒙纳士大学通称「莫纳什大学马来西亚分校」，是澳大利亚名校蒙纳士大学在马来西亚设立的外国校区，也是马国引进的第一所外国大学校区，坐落于马来西亚雪兰莪州八打灵再也的双威镇。截至2023年，该校区设有7个学院，学生总人数约9700名（含本科生及研究生）。
作为蒙纳士大学八所校区之一，蒙纳士大学马来西亚校区必须严格遵守蒙纳士大学总校任何有关学术发展与教学的标准。2023年，该校被大马高等教育部评级为「卓越」（Excellent）。

## 历史
1998年，莫纳什大学马来西亚校区创校。
2007年9月，莫纳什大学马来西亚校区耗资2亿令吉打造的医学院新校区正式投入使用。

## 学院
莫纳什大学马来西亚校区提供从本科生（Undergraduate）和研究生（Postgraduate）课程，并设有七个学院。
- 艺术与社会科学学院（School of Arts and Social Sciences）
- 商学院（School of Business）
- 工程学院（School of Engineering）
- 信息技术学院（School of Information Technology）
- Jeffrey Cheah医学与健康科学学院（Jeffrey Cheah School of Medicine and Health Sciences）
- 科学学院（School of Science）
- 药学院（School of Pharmacy）

## 排名
莫纳什大学一直都在藥學及藥理學（Pharmacy and pharmacology）领域上位处世界前列，据2023年QS世界大学排名更是位居全球第二（仅次于哈佛大学）。此外，莫纳什大学也在30项学科中位居世界前50名。

### 2025年QS世界大学排名
- 总排名：第37名[7]
- 药学与药理学：第2名
- 工程与技术：第70名
- 计算机科学与信息系统：第73名
- 土木和结构：第31名

### 2024泰晤士报世界高等学府排名
- 总排名：第54名[8]
- 医学：第29名
- 生命科学：第59名
- 社会科学：第75名
- 计算机科学：第52名
- 心理学：第50名
- 商学与经济学：第46名
- 物理科学：第90名